# دانيلو مارسيلينو
دانيلو مارسيلينو (بالبرتغالية: Danilo Marcelino) مواليد 8 مارس 1966 في سالفادور، هو لاعب كرة مضرب برازيلي سابق بدأ مسيرته كمحترف سنة 1986 وكان يلعب باليد اليمنى. أعلى تصنيف له في الفردي كان المركز الـ 91 في سنة 1991. أعلى تصنيف له في الزوجي كان المركز الـ 73 في سنة 1989.

## النهائيات

### الفردي: (3)
| الرقم | السنة | الدورة              | الأرضية | المنافس في النهائي | النتيجة في النهائي |
| ----- | ----- | ------------------- | ------- | ------------------ | ------------------ |
| 1.    | 1988  | ساو باولو، البرازيل | ترابية  | مارسيلو هنمان      | 6–3, 3–6, 6–3      |
| 2.    | 1988  | لينس، البرازيل      | ترابية  | فرناندو روز        | 6–3, 6–3           |
| 3.    | 1993  | كاراكاس، فنزويلا    | صلبة    | مارتن بلاكمان      | 6–4, 7–5           |

## روابط خارجية
- دانيلو مارسيلينو على موقع رابطة محترفي التنس (الإنجليزية)
- دانيلو مارسيلينو على موقع الاتحاد الدولي لكرة المضرب (الإنجليزية)
- دانيلو مارسيلينو على موقع كأس ديفيز (الإنجليزية)
- دانيلو مارسيلينو على موقع خلاصة التنس.كوم (الإنجليزية)